# IC 3298
IC 3298 је спирална галаксија у сазвјежђу Береникина коса која се налази на листи објеката дубоког неба у Индекс каталогу.
Деклинација објекта је + 17° 0' 55" а ректасцензија 12h 25m 3,8s. Привидна величина (магнитуда) објекта IC 3298 износи 14,5 а фотографска магнитуда 15,2. IC 3298 је још познат и под ознакама MCG 3-32-24, CGCG 99-40, VCC 768, KUG 1222+172, PGC 40458.